# Empetrum nigrum
L'èmpetre o camarina negra (Empetrum nigrum) és una espècie de planta arbustiva amb flor de la família de les ericàcies (anteriorment considerada dins la família de les empetràcies).

## Morfologia
És una mata d'uns 30 cm d'alçària i fins a 50 cm de longitud, sense pilositat, prostrada o ascendent, de tiges sense fulles a la base i densament fulloses a l'àpex. Les fulles són persistents, coriàcies de 3 a 7 mm de llarg i d'1 a 2 mm d'ample.
Floreix de juny a juliol amb flors d'uns 3 mm d'un rosa verdós. Les flors estan formades de 3 sèpals, 3 pètals i 3 estams.
El fruit és una drupa, d'uns 5 mm, primerament verda, després vermella i finalment negra (per això el nom específic de nigrum). El fruit té un gust amargant.

## Distribució i hàbitat
És originària de les parts més al nord o de les grans altituds de l'Hemisferi nord però també es troba a les illes Malvines de l'Hemisferi Sud.

A Europa és present a Islàndia, Escandinàvia, del nord d'Alemanya al nord de Rússia, Irlanda i Gran Bretanya (excepte el sud) i muntanyes Europees (Carpats, Alps, Pirineus i altres zones d'alta muntanya).
A Catalunya creix habitualment entre els 1.800 i 2.800 metres d'altitud, només al Pirineu.

## Subespècies dels Països Catalans
- E. nigrum ssp. nigrum: de tiges reptants, flors unisexuals (normalment dioica.) es troba a Andorra entre els 1.450 i 1.500 m d'altitud
- E. nigrum ssp. hermafroditum: de tiges prostrades i ascendents, flors hermafrodites i estams persistents en el fruit. Es troba de la Vall d'Aran i de l'Alta Ribagorça al Canigó i al Ripollès entre 2.200 i 2.810 m d'altitud.[6]

## Usos
També es cultiva i aleshores necessita sòls àcids en llocs humits i situat a l'ombra. Els seus fruits són comestibles i molt apreciats en la dieta dels pobles de la tundra.